# Seznam ameriških igralcev (V)
Brenda Vaccaro - Mathew Valencia - Gary Valentine - Karen Valentine - Valda Valkyrien - Rudy Vallee - Amber Valletta - Lee Van Cleef - Nichole Van Croft - James Van Der Beek - Casper Van Dien - Mamie Van Doren - Barry Van Dyke - Dick Van Dyke - Jerry Van Dyke - Jo Van Fleet - Dick Van Patten - Joyce Van Patten - Richard Van Vleet - Anneliese van der Pol - Vivian Vance - Courtney B. Vance - Jacob Vargas - Jim Varney - Lisa Marie Varon - Diane Varsi - Michael Vartan - Roberta Vasquez - Robert Vaughn - Vince Vaughn - Ron Vawter - Makenzie Vega - Reginald VelJohnson - Karen Velez - Diane Venora - Milo Ventimiglia - Jesse Ventura - Jerry verDorn - Billy Vera - Tom Verica - Petra Verkaik - Irene Vernon - Victoria Vetri - Yvette Vickers - Victoria Chaplin - Michelle Vieth - Robert G. Vignola - Pruitt Taylor Vince - Frank Vincent - Jan-Michael Vincent - June Vincent - Mary Ann Vincent - Kira Vincent-Davis - Nana Visitor - Goran Višnjić - Viva (Warhol Superstar) - Darlene Vogel - Stephanie Vogt - Jon Voight - Jenna von Oÿ - Lark Voorhies - Lindsey Vuolo - 